# Mitama
A palavra japonesa mitama (御魂・御霊・神霊, 'espírito honrado') refere-se ao espírito de um kami ou a alma de uma pessoa morta. É composto por dois caracteres, o primeiro dos quais, mi (御, honorável), é simplesmente um título honorífico . O segundo, espírito (魂・霊) significa "espírito". O par de caracteres 神霊, também lido mitama, é usado exclusivamente para se referir ao espírito de um kami .  Significativamente, o termo mitamashiro (御魂代, 'representante do mitama') é sinônimo de shintai, o objeto que em um santuário xintoísta abriga o kami consagrado.
As primeiras definições japonesas do mitama, desenvolvidas posteriormente por muitos pensadores como Motoori Norinaga, sustentam que ele consiste em várias "almas", relativamente independentes umas das outras. A mais desenvolvida é a ichirei shikon (一霊四魂), uma teoria xintoísta segundo a qual o spirit (霊魂, reikon) tanto do kami quanto dos seres humanos consiste em um espírito inteiro e quatro subalmas . As quatro almas são o ara-mitama (荒御霊・荒御魂, alma rude), o nigi-mitama (和御霊・和御魂, alma harmoniosa), o saki-mitama (幸御魂, alma feliz) e o kushi-mitama (奇御霊・奇御魂, alma maravilhosa).
Segundo a teoria, cada uma das almas que compõem o espírito tem um caráter e uma função próprios; todos eles existem ao mesmo tempo, complementando-se. No Nihon Shoki, a divindade Ōnamuchi ( Ōkuninushi ) na verdade encontra seu kushi-mitama e saki-mitama na forma de Ōmononushi, mas nem mesmo os reconhece. Além disso, os quatro parecem ter uma importância diferente, e diferentes pensadores descreveram sua interação de maneira diferente.